# Медаль Максвелла
Медаль Максвелла (англ. IEEE/RSE James Clerk Maxwell Medal) — награда, присуждаемая Институтом инженеров электротехники и электроникии и Королевским обществом Эдинбурга (Великобритания). Награда была названа в честь британского физика, математика и механика Джеймса Клерка Максвелла (1831—1879), который внес фундаментальный вклад в классическую теорию электромагнитного излучения. Премия вручается ежегодно и была учреждена в 2006 году.
Награда состоит из золотой медали, бронзовой копии, сертификата и гонорара, и присваивается за новаторский вклад, оказавший исключительное влияние на развитие электроники и электротехники или смежных с ними областей.